# اسپروت (آلاباما)
اسپروت (به انگلیسی: Sprott) یک منطقهٔ مسکونی در ایالات متحده آمریکا است که در شهرستان پری، آلاباما واقع شده‌است. اسپروت ۵۳٫۹۵ متر بالاتر از سطح دریا واقع شده‌است.